# Градина у Мартинићима
Градина у Мартинићима (Горњим, Доњим и Градини) источно од Спужа у Црној Гори, представља рушевине утврђења из преднемањићке епохе. Смештена је на једном брежуљку, уз руб долине реке Зете.
Не помиње се у историјским изворима, а као Градина у Мартинићима се јавља тек у новијој литератури. Настала је највероватније у време сеобе народа односно доласка Словена на тај део Балкана. У локалној традицији помиње се као место у коме је рођен отац Стевана Немање, Завида, као и Свети Сава.
Мартинићка градина се вероватно може идентификовати са градом Лонтодоклом, коју Константин Порфирогенит помиње као један од три насељена града у Дукљи. Могуће је да су ово насеље, формирано само на два сата хода од античке Доклеје, основали њени избегли становници у време досељавања Словена. Време напуштања насеља се не зна, али се претпоставља да се то могло догодити врло рано, већ крајем XII века.
Градина је формирана на пространом врху брда које скоро са свих страна има неприступачне литице. Унутар бедема налазе се остаци једне четвороугаоне грађевине, као и један мањи објекат који подсећа на римске војне логоре (каструме). Ови остаци је могуће да су постојали и пре него што су били изграђени бедеми.
У северном делу Градине, налазе се остаци велике тробродне базилике. Током археолошких истраживања, код ње је пронађен велики број предроманичке плиткорељефне камене пластике, чијом анализом се потврђује да се ради о репрезентативном сакралном објекту, насталом у X или XI веку. У њеном средишту, пронађено је постоље епископског престола, а на пронађеним фрагментима иконостаса постоје остаци натписа. На њима се, на латинском језику, помиње архангел Михајло (коме је црква вероватно била посвећена) односно, на грчком језику, извесни Петар, који је вероватно био ктитор цркве, а кога поједини аутори изједначавају са кнезом Петром Гојниковићем (крај IX—почетак X века).
Последња археолошка истраживања је 1972. године обавила екипа стручњака на челу са Војиславом Кораћем. Од тада овај локалитет и остатке старе цркве чува Милорад Савељић, који има 83 године (2021) и чија се кућа налази испод саме Градине. Писмено је за тај посао овлаштен од даниловградског музеја. Тако је једном приликом морао да отера функционера удружења Црногорска православна црква Стеву Вучинића, који је ту дошао у илегалну потрагу за металним старинама. У ушима је имао слушалице, а у рукама детектор метала. Како га је Свељић отерао, због незаконитих радњи на том локалитету, Вучинић га је пријавио полицији.

## Напомена
- Напомена: Текст овог чланка је делом, или у потпуности, преузет са ове странице презентације Средњевјековни градови Црне Горе, уз одобрење. Као основа за израду презентације коришћена је књига Павла Мијовића и Мирка Ковачевића „Градови и утврђења у Црној Гори“ (Београд-Улцињ 1975), чији су поједини делови укључени у њу, уз дозволу аутора.